# هيرنان زين
هيرنان زين (مواليد 1971) هو مراسل حربي وكاتب ومنتج وصانع أفلام من أصل إيطالي أرجنتيني مقيم في مدريد بإسبانيا . منذ عام 1994 ، سافر حول العالم لإخراج الأفلام الوثائقية وكتابة الكتب والمساهمة في منافذ الأخبار 
عمل في أكثر من 80 دولة في آسيا وإفريقيا وأمريكا اللاتينية وأوروبا . الحرب والفقر والبيئة وحقوق الإنسان هي الموضوعات الرئيسية لعمله.
من 1994 إلى 1998 كان مقيمًا في كلكتا ، الهند ، حيث أنشأ منازل لأطفال الشوارع وأنتج فيلمه الوثائقي الأول "كالكوت، الحياة في محطة الموت". الجزء الثاني من الفيلم الوثائقي قدمته بينيلوبي كروز وألحان النوتة الموسيقية أليخاندرو سانز 
تم عرض خمسة من أفلامه الوثائقية لأول مرة بواسطة نتفليكس في جميع أنحاء العالم. وتم إصدار باقي أفلامه ومسلسلاته بواسطة HBO وفيديو أمازون برايم وناشيونال جيوغرافيك وكانال بلس وعشرات المحطات التلفزيونية حول العالم.
تم نشر كتبه في أكثر من 20 دولة.
وهو نجل السناتور الإيطالي كلوديو زين ومؤرخ الحائز على جائزة جرامي المغني الإسباني بيبي والممثلة الحائزة على جائزة نيريا باروس .

## الصحافة
كصحفي حر ، ساهم في نيويورك تايمز ، رولينج ستون ، إسكواير ، إل باييس ، <i id="mwOQ">إل موندو</i> ، لا ناسيون ، كلارين ، إيه بي سي ، لا فوز دي غاليسيا ، 20 دقيقة . . .
في عام 2002 ، أدى بحثه في شبكات الاستغلال الجنسي للأطفال في أوروبا وأمريكا في كمبوديا ، والذي نُشر في صحيفة (العالم الإسبانية El Mundo)وفي كتاب "الآيس كريم والبطاطس المقلية" ، إلى اعتقال نصف دزينة من المتحرشين بالأطفال.
من عام 2006 إلى عام 2015 ، كتب مدونة "رحلة إلى الحرب" لصحيفة 20 دقيقة. نقلته هذه المدونة إلى جمهورية الكونغو الديمقراطية والصومال وأفغانستان وغزة ولبنان والسودان وأوغندا ورواندا والبرازيل وكينيا والبوسنة والهرسك . كان هدفها إعطاء صوت لضحايا الحرب. في عام 2011 ، تم ترشيح المدونة لجوائز BOBs.
من عام 2011 إلى عام 2015 ، عمل في كانال بلس في إنتاج وتصوير أفلام وثائقية من أفغانستان والصومال وأوغندا وكينيا وتنزانيا والولايات المتحدة الأمريكية والأرجنتين وهندوراس والمكسيك والهند والأرجنتين . حصل هذا العرض على جائزة (انداس Ondas) وترشيحين لجوائز الأكاديمية التلفزيونية الإسبانية .
عندما كان يصور الفيلم الوثائقي "المشاغبين" في الأرجنتين ، تعرض للضرب والسرقة من قبل حشد من مشجعي نادي إندبندنتي.
في عام 2015 ، تم ترشيحه لجوائز (روري بيك Rory Peck Awards) التي تكرم أفضل مراسلي الحرب في العالم.

## شركات الإنتاج
في عام 2002 أسس شركة أفلام دوك لاند في مدريد ،  إحدى الشركات الرائدة في إنتاج الأفلام الوثائقية في أوروبا.
في عام 2020 ، افتتحت شركة أفلام دوك لاند مكاتب في دبي ولوس أنجلوس.
في عام 2021 أسس شركة بود لاند ، وهي شركة رائدة في إنتاج البودكاست في العالم الناطق باللغة الإسبانية.
وهو الرئيس التنفيذي الحالي لشركة أفلام دوك لاند وبود لاند.

## فيلموغرافيا
- ¿ابن Qué حورس؟ (2022) - مخرج ومنتج وكاتب سيناريو.
- 13 يوم - مسلسل وثائقي (2022) - مخرج وكاتب سيناريو.[17]
- المشاهدون (2022) - مخرج ومنتج وكاتب سيناريو.
- قبر الدكتاتور (2022) - مخرج ، منتج ، كاتب سيناريو.
- ليتيزيا ، كوين (2022) - مخرج وكاتب سيناريو.[18]
- رايس - مسلسل وثائقي (2022) - مخرج وكاتب سيناريو.[19]
- نحن فريدون (2022) - مخرج وكاتب سيناريو.[20]
- جولة وبائية بيلاكو (2021) - مخرج ومنتج وكاتب سيناريو.[21]
- ذاكرة (2021) - منتج.
- فورتونا (2021) - منتج.
- 57 يوم (2020) - منتج.
- 2020 (2020) - مخرج ومنتج وكاتب سيناريو.
- الملائكة بالسيوف (2020) - منتج.
- سلسلة وثائقية الدولة ضد بابلو إيبار (2019) - DOP.
- أموت لأخبر (2018) - مخرج ومنتج وكاتب سيناريو.
- عمالقة (2018) - مخرج وكاتب سيناريو.
- مواليد سوريا (2017) - مخرج ، منتج ، كاتب سيناريو ، DOP.
- باندولييه (2017) - مخرج ومنتج وكاتب سيناريو.
- 10 سنوات مع بيبي (2016) - مخرج ، منتج ، كاتب سيناريو ، DOP.
- كينيا ، أنياب الدم (2015) - منتج ، DOP.
- ماتادوراس (2015) - مخرج ، منتج ، كاتب سيناريو ، DOP.
- 10 فيلة (2015) - مخرج ومنتج وكاتب سيناريو.
- رواندا ، كيفية تنظيم الإبادة الجماعية (2014) - منتج ، DOP.[22]
- مواليد غزة (2014) - مخرج ، منتج ، كاتب سيناريو ، DOP.
- هندوراس ، العيش مع ماراس ( 2014) - منتج ، DOP.
- الهند ، لا بلد للمرأة (2014) - منتجة ، DOP.
- حرب ضد المرأة (2013) - مخرج ، منتج ، كاتب سيناريو ، DOP.
- أمريكا المتطرفة (2013) - منتج ، DOP.
- أوغندا ، صيد المثليين (2013) - منتج ، DOP.
- أريد أن أكون ميسي (2013) - مخرج ، منتج ، كاتب سيناريو ، DOP.
- أفغانستان ، المشي فوق القنابل (2012) - منتج ، DOP.
- مثيري الشغب (2012) - منتج ، DOP.
- أمراء الحرب (2011) - منتج ، DOP.
- نساء تغير العالم - سلسلة وثائقية (2011) - مخرج ، منتج ، كاتب سيناريو ، DOP.
- اقتل ألبينوس (2011) - منتج ، DOP.
- عالم الأحياء الفقيرة (2009) - مخرج ، منتج ، كاتب سيناريو ، DOP.

## الجوائز
- 2022: جوائز إيمي . ترشيح. "57 يوم".
- 2022: مهرجان غوادالاخارا السينمائي الدولي. الاختيار الرسمي "الذاكرة".
- 2022: مهرجان ملقة السينمائي . الاختيار الرسمي "الذاكرة".
- 2022: مرشح جوائز الاوسكار "57 يوم".
- 2021: مهرجان سان سيباستيان السينمائي . الاختيار الرسمي "جولة الوباء بيلاكو".
- 2021. مهرجان الرجفة . أفضل فيلم وثائقي قصير "57 يوم".
- 2020: مهرجان هويلفا السينمائي . جائزة المحلفين "2020".
- 2020: مهرجان هويلفا السينمائي . جائزة الجمهور "2020".
- 2020: سيمينسي . جائزة وقت التاريخ "57 يومًا".
- 2018: مهرجان مونتريال السينمائي . أفضل فيلم وثائقي "أموت لأخبر".
- 2018: مهرجان سيمينشي السينمائي . أفضل فيلم وثائقي "أموت لأخبر".
- 2017: جوائز بلاتينو . أفضل فيلم وثائقي "ولدت في سوريا".
- 2017: جائزة إيريس . "ولدت في سوريا".
- 2017: جوائز جويا . جائزة أفضل فيلم وثائقي "مواليد سوريا"
- 2017: جوائز Forqué . أفضل فيلم وثائقي "وُلد في سوريا"
- 2017: جوائز CEC . أفضل فيلم وثائقي "وُلد في سوريا"
- 2016: جرامي اللاتينية . تم ترشيح جائزة أفضل فيلم وثائقي "10 سنوات مع بيبي"
- 2016: جوائز (فوركي-Forqué) . أفضل فيلم وثائقي "ولدت في غزة"
- 2015: جوائز جويا . جائزة أفضل فيلم وثائقي "مواليد غزة"
- 2015: جوائز بلاتينو . جائزة أفضل فيلم وثائقي "مواليد غزة"
- 2015: جائزة روري بيك . نهائي. "ولدت في غزة"
- 2014: جوائز سي اي سي CEC . أفضل فيلم وثائقي "ولدت في غزة"
- 2014: جوائز IRIS . مرشح قناة قصص كانال بلس
- 2013: جوائز IRIS . مرشح قناة قصص كانال بلس
- 2010: جائزة أكاديمية التلفزيون الدولية لدفاعه عن حقوق الإنسان.

## كتب
- Querida guerra mía (La Esfera de los Libros ، 2018).(ردمك 978-8491642541)
- Llueve sobre غزة (كتب BDE ، 2007)(ردمك 978-8466631952)
- لا ليبرتاد ديل وسط (بلازا وجينز ، 2005)(ردمك 978-8401379079)
- Helado y patatas fritas (Plaza and Janes ، 2003)(ردمك 978-8401378430)
- Un Voluntario en Calcuta (Ediciones Martínez Roca، 2002)(ردمك 978-8484602286)